# Walor
Walor – w malarstwie jasność barwy, natężenie światła względem cienia (ilość jasności i ciemności), jaka zawarta jest w tonie kolorystycznym.
Walor wiąże się z poczuciem ciężaru koloru, ponieważ barwy i odcienie jasne są lekkie i ulotne, a ciemne sprawiają wrażenie ciężkości i masywności. Odpowiednie rozłożenie walorowe organizuje kompozycję kolorystyczną. W kompozycji malarskiej światło może być rozłożone równomiernie w całej kompozycji, ale może też stanowić ostre kontrasty o zabarwieniu emocjonalnym. Siła waloru zależy od barwy przedmiotów w naturze, a także od kierunku ich oświetlenia.